# Draga, Štore
Draga je naselje v Občini Štore. Ustanovljeno je bilo leta 1992 iz dela ozemlja naselja Kompole. Leta 2015 je imelo 113 prebivalcev.